# Leningrado (película)
Leningrado es una película dramática y bélica de 2007 dirigida por Aleksandr Buravsky y protagonizada por Gabriel Byrne, Mira Sorvino, Aleksandr Abdulov, Vladimir Ilyin y Mikhail Efremov.
Es una película basada en hechos reales que narra el sitio de Leningrado durante la Segunda Guerra Mundial.

## Reparto
- Mira Sorvino como Keyt.
- Armin Mueller-Stahl como Fon Leeb.
- Olga Sutulova como Nina Tsvetkova.
- Gabriel Byrne como Parker.
- Mikhail Efremov como Omelchenko.
- Aleksandr Abdulov como Chigasov.
- Vladimir Ilin como Malinin.
- Alyona Stebunova como Sonya Krasko.
- Sergey Koltakov como Zhdanov.
- David Verrey como Finli.
- Viktor Smirnov como Tolkunov.
- Vadim Loginov como Yura Krasko.
- Marat Basharov como Yura Krasko.
- Zhanna Nesterenko como Sima Krasko.
- Aleksandra Kulikova como Sima Krasko.
- Luiza Mosendz como Vozdvizhenskaya.
- Aleksandr Polovtsev como Pavlov.
- Valentina Talyzina como Valentina.
- Mariya Golubkina como Ageeva.
- Evgeniy Stychkin como Kapitsa.
- Sergey Gorobchenko como Selivanov.
- Marina Rokina como Smirnova.
- Pavel Derevyanko como Terekhin.
- Evgeniy Sidikhin como Korneev.
- Mikhail Trukhin como Vernik.
- Aleksandr Sirin como Mayor Osipov.
- Eckehard Hoffmann como Gitler.
- Alexander Beyer como Valter Khokhsdorf.
- Aleksandr Filippenko como Arkatov.
- Nikolay Olyalin como Grevitskiy.
- Helen Lindsay como Pristsilla Devis.
- Valentin Gaft como Rezhisser.
- Aleksandr Bashirov como Kosoy.
- Christian Berkel como Vinkelmayer.
- Igor Lifanov como Gorkin.
- Yuri Kolokolnikov como Nemetskiy.
- Boris Smolkin como Schetovod.